# Kovács Béla (matematikatanár)
Kovács Béla (Szatmárnémeti, 1945. december 17. –) erdélyi magyar matematikatanár.

## Életpályája
1968-ban elvégezte a Temesvári Egyetem matematika–mechanika szakát. 1968 és 1972 között matematika szakos tanár volt Szatmár megyei iskolákban (Szatmárhegy, Erdőd). Utána már csak Szatmárnémetiben tanított, itt 1990-től nyugdíjazásáig a Kölcsey Ferenc Főgimnáziumban, majd többek között a Hám János Római Katolikus Teológiai Líceumban.
1972-ben tanári véglegesítő vizsgát tett, 1977-ben megszerezte a II., 1982-ben pedig az I. didaktikai fokozatot a kolozsvári Babeș–Bolyai Tudományegyetemen.

## Munkássága
A tanítás mellett matematikai cikkek és feladatok szerzője, amelyeket matematikai, didaktikai szaklapokban közölt. Rendszeresen részt vesz a romániai megyeközi  és a nemzetközi magyar matematikaversenyek javítóbizottságában. Ezeken a versenyeken gyakran saját szerkesztésű feladatai is szerepelnek.
Szerkesztőbizottsági tagja a MATE,  Craiova,  Erdélyi Matematikai Lapok (Brassó) nevű matematikai folyóiratoknak. Több mint 130 helyi, megyei, regionális, országos és nemzetközi matematikai versenyen vett részt mint kísérő tanár, felkészítő, szervező, irányító, versenybizottsági tag, feladat-összeállító, feladatkitűző.
Tagja a Szatmár Megyei Tanfelügyelőség matematika szakos konzultatív bizottságának, a Kölcsey Ferenc Főgimnázium vezetőségi tanácsának, valamint a minőségi oktatás bizottság vezetőségének.  A Kölcsey Ferenc Főgimnázium elitképzési központjának a vezetője (2002–2010).

## Könyvek
- Olimpiadele sătmărene de matematică (1990–2005), feladatgyűjtemény, társszerző
- Olimpiada de matematică 2005–2006 (Craiova, 2006), feladatgyűjtemény, társszerző

## Díjai, kitüntetései
- Beke Manó-emlékdíj, 2023[4]
- „Bonis Bona — A nemzet tehetségeiért” díj, 2015[3]
- Farkas Gyula-emlékérem, 2010[2]
- Gheorghe Lazăr Diploma, I. fokozat, Oktatási Minisztérium, 2007[2]
- Elitképzési Dicsérő Oklevél, Kolozsvári Elitképzési Központ, 2006[2]
- Oktatási Érdemoklevél (Medalia Meritul pentru Invățământ) III. fokozat, Románia Tanügyminisztériuma, Románia Elnöki Hivatala, 2004[2]
- Elitképzési Dicsérő Oklevél, Szatmári Főfelügyelőség, 2002[2]
- Érdemfokozat elismerés, 1998, 2002, 2006.

## Társasági tagságai
- Romániai Matematikai Társaság
- Radó Ferenc Matematikaművelő Társaság
- Kölcsey Ferenc Alapítvány Kuratóriuma
- Szakmai-módszertani irányító a Megyei Tanfelügyelőségen

## Családja
Felesége Kovács Valeria Rodica tanárnő, gyermekei:  Evelin Noémi (1971) médiainformatikus, Béla Dániel (1972) vendéglátóipari menedzser, Artúr Eduárd (1976) számítástechnikus.